# بنوئه

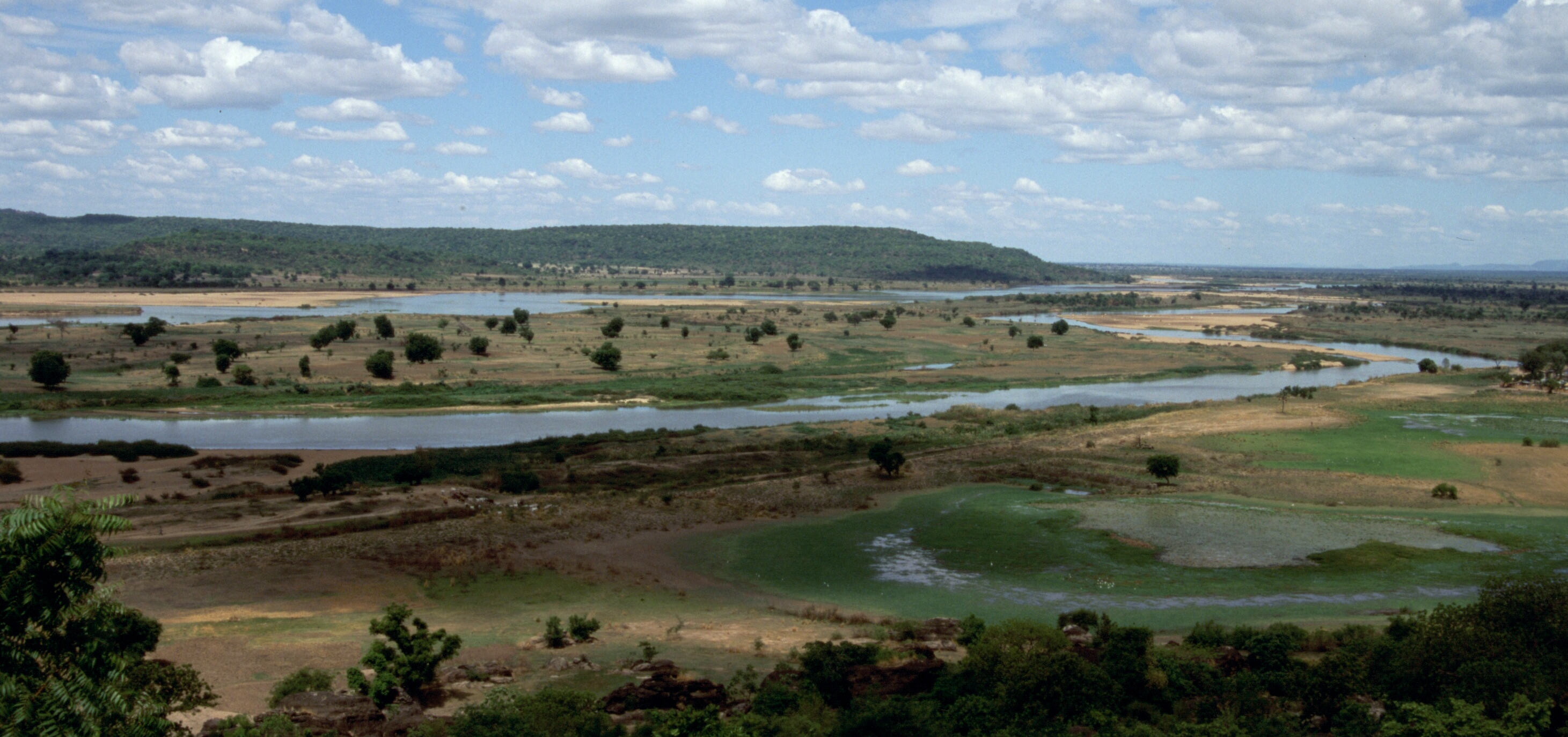
رودخانه بنوئه رو به سوی جنوب شرقی از جیمِتا/یولا.

رودخانه بـِنوئه شاخه اصلی رود نیجر است. رود نیجر سومین رودخانه بزرگ آفریقا است.
بنوئه حدود ۱٬۴۰۰ طول دارد و در ماه‌های تابستان تقریباً همه طول آن قابل کشتیرانی است. به این خاطر این رود اهمیت زیادی برای ترابری منطقه دارد.